# NGC 4958
NGC 4958 is een lensvormig sterrenstelsel in het sterrenbeeld Maagd. Het hemelobject ligt 80 miljoen lichtjaar van de Aarde verwijderd en werd op 3 maart 1786 ontdekt door de Duits-Britse astronoom William Herschel.

## Synoniemen
- MCG -1-33-84
- UGCA 323
- PGC 45313